# 広島県道348号小田白市線
広島県道348号小田白市線（ひろしまけんどう348ごう おだしらいちせん）は、広島県東広島市を通る一般県道である。

## 概要
東広島市河内町小田から東広島市高屋町白市に至る。

### 路線データ
- 起点：広島県東広島市河内町小田（国道432号交点）
- 終点：広島県東広島市高屋町白市（広島県道351号造賀田万里線旧道交点）
- 総延長：14.046 km

## 路線状況
賀茂台地とその下との集落とを沼田川水系の川沿いに沿って進むため、ヘアピンカーブなどが多く、典型的な険道の一つ。

## 地理

### 通過する自治体
- 東広島市

### 交差する道路
| 交差する道路                              | 交差する場所 | 交差する場所 |
| ----------------------------------------- | ------------ | ------------ |
| 国道432号                                 | 河内町小田   | 起点         |
| 広島県道33号瀬野川福富本郷線 重複区間起点 | 河内町河戸   |              |
| 広島県道33号瀬野川福富本郷線 重複区間終点 | 河内町河戸   |              |
| 広島県道352号高屋河戸線                   | 河内町河戸   |              |
| 広島県道351号造賀田万里線 / 旧道          | 高屋町白市   | 終点         |

### 沿線
- 東広島市立高屋東小学校（終点付近）